# P.L. Brandt
Preben Lihme Brandt (født 7. september 1807 i Odense, død 28. december 1849 samme sted) var en dansk klædefabrikant og politiker.
Brandt var den yngste søn af farver Christian Brandt (1763-1814) og Marianne Lihme (1765-1835). Han lærte farvning på forældrenes farveri og derpå klædefabrikation hos Hertzsprung i København, Cockerhill i Berlin 1830-1832 og Bockhacker i Hückeswagen i Vestfalen. Han startede Preben Lihme Brandts klædefabrik i 1833 på Klaregade i Odense. Fabrikken flyttede i 1840 til det nedlagte Sankt Knuds Klosters bygninger ved siden af Sankt Knuds Kirke.
Brandt blev formand for borgerrepræsentantskabet i Odense i 1842 og borgerlig rådmand i 1844. Han var kongevalgt medlem af Den Grundlovgivende Rigsforsamling 1848-1849.

## Sammenhæng med Brandts Klædefabrik
Preben Lihme Brandts klædefabrik, som var i drift fra 1833 til 1890, skal ikke forveksles med den mere kendte Brandts Klædefabrik i Odense. Brandts Klædefabrik blev oprettet i 1869 af P.L. Brandts storebror Morten Kisbye Brandt (1804-1881) og dennes to sønner Søren Christian Brandt og Morten Vilhelm Brandt.